# Атанас Пашков
Атанас Лазаров Пашков е български революционер, деец на националноосвободително движение на българите в Егейска Македония в годините на Втората световна война.

## Биография
Пашков е роден в 1919 година в Неврокоп, България. Присъединява се към ВМРО. Женен е за Христина Кръстева Пинзова, дъщеря на видния деец на ВМРО Кръстьо Пинзов. През 1936 година се присъединява към революционната група „Македонски орли“ заедно с Христо Лагадинов, Кръстьо Рашев, Методи Кърпачев. Има висше юридическо образование. В 1944 година се присъединява към приятеля си Георги Димчев, с когото организират няколко хилядна българска македонска дружина, действаща в района на Воден и Костур и помагаща на българскато население в бурята на окупацията. След изтеглянето на германските войски, Пашков през Вардарска Македония стига до София през октомври 1944 г. Търсен от властите, Пашков се укрива. През януари 1945 година милицията прави опит да го арестува, но той се спасява и с жена си се крие в Добрич и Каварна. Арестуван е през август 1945 година, отведен е в София, но е освободен.
На 8 юни 1946 година при удара срещу ВМРО е сред арестуваните лидери на организацията. Натоварен заедно с други арестанти е откаран високо в Пирин над Горна Джумая. Командирът на милиционерското отделение Тома Трайков им заявява „Порадвайте се сега на Македония“ и взривява камиона. Съпругата му е арестувана от Тома Трайков, измъчвана е и изпратена в концлагерите Босна и Заград – в Добруджа, а в дома им в София се настанява Трайков.